# پادوسپان دوم
پادوسپان پور خورزاد یا پادوسپان دوم سومین اسپهبد دودمان پادوسپانیان بود که میان سال‌های ۱۰۵ تا ۱۴۵ هجری، به مدت ۴۰ سال در رویان حکومت داشت. حکومت او همزمان با شکست اسپهبد خورشید، حاکم دابویگان، از مهاجمان عرب بود که موجب استیلای خلافت عباسی بر دشت‌های طبرستان شد.
پادوسپان دوم پس از انقراض دودمان دابویگان، توانست قلمرو کوهستانی خود را حفظ کند و با استفاده از خلاء قدرت در گیلان، آن منطقه را تحت تصرف خود درآورد و در اواخر عمر از حکومت کناره‌گیری کرد تا پسرش، شهریار، جانشین گردد.